# Сумароков (хутор)
Сумароков — хутор в Старооскольском городском округе Белгородской области. Входит в состав Сорокинской сельской территории.

## История
Хутор Сумароков расположен вблизи реки Оскол. Поселение стали называть хутором в начале XVIII века. Предположительно, свое название селение получило по фамилии одного из первопоселенцев.
В 2013 году хутор был передан Сорокинской сельской территории. До этого несколько лет принадлежал Долгополянской территории, а еще раньше – Обуховской. В том же году население хутора составило 6 человек.

## Население
| 2002 | 2010 |
| ---- | ---- |
| 22   | ↘11  |